# Adalardo, o Senescal
Adalardo · , ou Alardo, Adalhardo", dito o Senescal, (morreu depois de 865), foi um nobre carolíngio, filho do conde de Paris Leutardo I de Fézensac. Ligado aos girárdidas, ele é o irmão de Girardo de Roussilhão.
Ele foi senescal do império carolíngio sob o reinado de Luís, o Piedoso , mas no final da vida deste último, ele tomou o partido dos filhos do imperador contra seu pai, dos quais os filhos mais jovens Luís, o Germânico, e Carlos, o Calvo contra o mais velho Lotário I. Ele instou, além disso, Carlos, o Calvo, a desposar Ermentruda de Orleães, filha de sua irmã Engeltruda de Fézensac e de contagem de Odão I de Orleães.
Após a divisão do império em 843, no tratado de Verdun, ele seguiu Luís o Germânico na França Oriental.
Compromisso em 861, aquando da rebelião de Carlomano de Baviera contra seu pai, ele fugiu da Alemanha com os seus familiares, Udo, Berengário, e o abade Valdo para se refugiar na corte de Carlos, o Calvo, que lhes deu a marca da Nêustria, com a missão de defendê-la contra os Normandos.
Mas este favor desperta a inveja dos Rorgonidas, fortemente implantados no Maine, que se revoltaram e reuniram a Salomão da Bretanha. A fim de trazer a paz, Carlos, o Calvo, retira a marca da Nêustria a Adalardo e a seus primos para dar para ao rorgonida Gausfrido de Maine.

## Descendência
De uma esposa que permaneceu desconhecida, ele teve três filhos :
- Estevão
- Uma menina, noiva em 865 de Luís, o Jovem, filho de Luís o Germânico
- Adalardo[3], conde de Metz († 890)